# Buești
Buești – wieś w Rumunii, w okręgu Jałomica, w gminie Buești. W 2011 roku liczyła 1074 mieszkańców.